# Rhapis multifida
Rhapis multifida är en enhjärtbladig växtart som beskrevs av Karl Ewald Maximilian Burret. Rhapis multifida ingår i släktet Rhapis och familjen Arecaceae. Inga underarter finns listade i Catalogue of Life.